# マックス・プランク物理学研究所
マックス・プランク物理学研究所（Max-Planck-Institut für Physik；MPP）は、ドイツのミュンヘンにある物理学研究所で、高エネルギー物理学と天文素粒子物理学に特化している。マックス・プランク協会に属し、初代所長にちなみ「ヴェルナー・ハイゼンベルク研究所」としても知られる。1917年、ベルリンにカイザー・ヴィルヘルム物理学研究所として創設された。アルベルト・アインシュタイン、フリッツ・ハーバー、ヴァルター・ネルンスト、マックス・プランクおよびピーター・デバイが部門長を務めた。第二次世界大戦により移動を余儀なくされ、始めゲッティンゲンに、次いで1958年にはミュンヘンに移りマックス・プランク物理学・天文物理学研究所と改称された。1991年にはマックス・プランク物理学研究所とマックス・プランク天文物理学研究所、マックス・プランク地球外物理学研究所に分割された。